# Baden-Württembergs flag
Baden-Württembergs flag er delt i sort over gult. Flagfarverne er afledet fra Baden-Württembergs våben, tre sorte løver på gul baggrund, og går tilbage til farverne for hertugdømmet Schwaben fra 1100-tallet. 
Statsflaget har delstatens våben i midten og forekommer i to varianter: Med delstatens store våben og med det mindre våben. Forskellen ligger i kronen over våbenskjoldet. I det store delstatsvåben består denne af en bue mindre skjold for de historiske områder som til sammen udgør delstaten.
Baden-Württembergs flag blev indført i delstatsforfatningen som blev vedtaget i 1953.